# MASI 20
Der MASI 20 ist ein Aktienindex der Bourse de Casablanca, der die 20 meistgehandelten Aktien dieser Börse enthält.  Der Vorgänger war der Moroccan Most Active Shares Index (MADEX). Der MADEX wurde im April 2021 durch den MASI 20 ersetzt.

## Zusammensetzung
Der MASI 20 setzte sich am 4. Februar 2025 aus folgenden Unternehmen zusammen: 
| Name                                           | Branchensektor       | Hauptsitz  |
| ---------------------------------------------- | -------------------- | ---------- |
| Akdital                                        | Gesundheitswesen     | Casablanca |
| Alliances Developpement Immobilier             | Immobilien           | Casablanca |
| Attijariwafa Bank                              | Finanzen             | Casablanca |
| Bank of Africa                                 | Finanzen             | Casablanca |
| Banque populaire (Marokko)                     | Finanzen             | Casablanca |
| CFG Bank                                       | Finanzen             | Casablanca |
| CIH Bank                                       | Finanzen             | Casablanca |
| Ciments du Maroc                               | Baustoffe            | Casablanca |
| Cosumar                                        | Nahrungsmittel       | Casablanca |
| Douja Promotion Groupe Addoha                  | Immobilien           | Casablanca |
| Hightech Payment Systems                       | Finanzen             | Casablanca |
| Label’Vie                                      | Einzelhandel         | Rabat      |
| LafargeHolcim Maroc                            | Baustoffe            | Casablanca |
| Managem                                        | Montanindustrie      | Casablanca |
| Maroc Telecom                                  | Telecommunikation    | Casablanca |
| Marsa Maroc                                    | Hafenbetreiber       | Casablanca |
| Mutandis                                       | Konsumgüterindustrie | Casablanca |
| Résidences Dar Saada                           | Immobilien           | Casablanca |
| Taqa Morocco                                   | Energiewirtschaft    | Casablanca |
| Travaux Généraux de Construction de Casablanca | Bauunternehmen       | Casablanca |